# Єврокон
Євроко́н (англ. Eurocon) — Європейський конвент наукової фантастики, щорічний фестиваль професіоналів і аматорів у галузі фантастики з різних країн Європи. На Євроконі є відкрита і закрита програма: заходи лише для його учасників і для широкої публіки. Єврокон проводиться Європейським товариством наукової фантастики.

## Список Євроконів

### 1972 - 1980
- 1972:  Трієст, Італія
- 1974:  Гренобль, Франція
- 1976:  Познань, Польща:
  - Лауреати: Любен Ділов, Жерар Клайн, Герберт Франке, Єремій Парнов, Браян Олдіс, Чеслав Хрущевський, Володимир Колін
- 1978:  Брюссель, Бельгія
- 1980:  Стреза, Італія

### 1981 - 1990
- 1982:  Менхенґладбах, ФРН
- 1983:  Любляна, Югославія
- 1984:  Брайтон, Велика Британія (SeaCon84')
  - Почесні гості: Крістофер Пріст, Роджер Желязни, П'єр Барбе, Йозеф Несвадба, Вальдемар Каммінг
- 1985:  Рига, СРСР — не відбувся
- 1986:  Загреб, Югославія (Ballcon)
- 1987:  Монпельє, Франція:
  - Премія «Літературне досягнення довжиною в життя»: Віктор Жвікевич, брати Стругацькі
- 1988:  Будапешт, Угорщина
  - Кращий літературний критик: Ондржей Нефф
- 1989:  Сан Марино
- 1990:  Фаєнс, Франція
  - Лауреати: Кращий автор:  Джордже Ананія і Ромулус Бербулеску

### 1991 - 2000
- 1991:  Краків, Польща (CraCon)

- 1992:  Загреб, Хорватія — через югославський конфлікт плани було змінено
→  Фройденштадт, Німеччина (FreuCon XII)
  - Почесні гості: Джон Браннер, Єн Бенкс, Нормен Спінред, Деніел Волфер.

- 1993:  Сент-Гелієр, Джерсі (Helicon)
  - Почесні гості: Джон Браннер, Джордж Мартін, Карел Толе, Ларрі ван дер Путте.

- 1994:  Тімішоара, Румунія
  - Почесні гості: Джон Браннер, Герберт Франке, Джо Голдеман, Жан Жіро, Норман Спінред, Петер Куцка.

- 1995:  Глазго, Шотландія
  - Почесні гості: Семюел Ділейні, Джеррі Андерсон, Лес Едвардс, Вінсент Кларк.

- 1996:  Вільнюс, Литва (LithuaniCon)

- 1997:  Дублін, Ірландія (Octocon)
  - Почесні гості: Гаррі Гаррісон.

- 1998:  Загреб, Хорватія. Конвент «Сферакон» пройшов у статусі Євроконференції і не рахується у складі Євроконів.

- 1999:  Дортмунд, Німеччина (Trinity)
  - Почесні гості: Ерік Стілвел.

- 2000:  Гданськ, Польща (Tricity 2000)

### 2001 - 2010
- 2001:  Капідава, Румунія (Atlantykron)
  - Почесні гості: Норман Спінред, Джо Голдеман, Йон Хобана.

Призи не вручалися.
- 2002:  Чотебор, Чехія (ParCon)
  - Почесні гості: Джордж Мартін, Роберт Голдсток, Джім Бернс, Мира Чакан, Кир Буличов, Анджей Сапковський, Рафал Земкевич, Ернст Улек, Ізабелла Кармоді, Вільям Кінг, Ярослав Велінський, Філіп Коріа, Ондржей Нефф, Калуш Фрік, Мартіна Пільцерова.

- 2003:  Турку, Фінляндія (Finncon)
  - Почесні гості: Майкл Свонвік, Стів Сенсвіт, Кароліна Б'яллерстед Мікош, Борис Уртта, Джонатан Клементс, Бйорн Торе Сунд.

- 2004:  Пловдів, Болгарія (BulganCon)
  - Почесні гості: Роберт Шеклі, Єн Вотсон, Сергій Лук'яненко, Анджей Сапковський, Роберто Квалья, Патрік Ґиґер.

- 2005:  Глазго, Шотландія
  - Почесні гості: Грег Пітерсгілл, Крістофер Пріст, Роберт Шеклі, Ларс-Олов Страндберг, Джейн Йолен.

- 2006:  Київ, Україна (Портал)
  - Почесні гості: Гаррі Гаррісон, Еллен Детлоу, Ейлін Ганн, Томас Мільке, Ерік Сімон, Анджей Сапковський, Шандор Шелесі, Александр Карапанчев, Жан-П'єр Момон, Сергій Поярков.

- 2007:  Копенгаген, Данія
  - Почесні гості: Енн Маккефрі, Стівен Бекстер.

- 2008:  Москва, Росія (РосКон, Інтерпрескон)
  - Почесні гості: Сергій Лук'яненко, Анджей Сапковський.

- 2009:  Ф'юджі, Італія (Deepcon)
  - Почесні гості: Сергій Лук'яненко, Єн Вотсон, Брюс Стерлінг, Джузеппе Ліппі, Кейт Малгрю.

- 2010: / Цешин/Тешин, Польща/Чехія (PolCon, ParCon)
  - Почесні гості: Анджей Сапковський, Бріджет Вілкінсон, Стівен Еріксон, Алан Кемпбелл, Орсон Скотт Кард.

### 2011 -
- 2011:  Стокгольм, Швеція
  - Почесні гості: Елізабет Бір, Єн Макдональд, Джон-Генрі Гольмберг, Юкка Хальме.[1]

- 2012:  Загреб, Хорватія
  - Почесні гості: Дмитро Глуховський, Дарко Макан, Тім Паверс, Чарльз Штросс.[2]

- 2013:  Київ, Україна
  - Почесні гості: Андрій Валентинов, Ольга Громико, Марина та Сергій Дяченки, Генрі Лайон Олді, Вадим Панов, Крістофер Пріст.[3]

- 2014:  Дублін, Ірландія
  - Почесні гості: Майкл Керролл, Джім Фітцпатрік, Шонін Макгвайр, Анджей Сапковський, Ільва Спангберг.[4]

- 2015:  Санкт-Петербург, Росія
  - Почесні гості: Джо Аберкромбі, Майкл Стекпол, Павло Виноградов, Юкка Халме.[5]

- 2016:  Барселона, Іспанія
  - Почесні гості: Алієтт де Бодар, Річард Морган, Петер Міхалецький, Енріке Коромінас, Анджей Сапковський, Йоханна Сінісало, Роза Монтеро, Ріанна Пратчетт, а також Брендон Сандерсон, Альберт Санчес Піньйоль.[6]

- 2017:  Дортмунд, Німеччина
  - Почесні гості: Александар Жіляк, Андреас Ешбах, Аутун Пурсер, Дейв Гатчінсон.[7]

### Майбутні Єврокони
- 2018:  Ам'єн, Франція[8]